# Peter Deunov
Peter Deunov búlgaro: Петър Дънов; (11 de julio de 1864 – 27 de diciembre de 1944), también conocido por su nombre espiritual Beinsa Douno (búlgaro: Беинса Дуно) y a menudo llamado el Maestro por sus seguidores, era un filósofo y profesor espiritual que desarrolló una forma de Cristianismo Esotérico conocido como la Hermandad Blanca Universal. Es ampliamente sabido en Bulgaria, donde  fue votado segundo por el público en el Gran Bulgaro espectáculo de televisión en Televisión Nacional búlgara (2006-2007). Deunov es también presentado en El 100 Más Influyente Bulgaros en Nuestra Historia (en 37.º sitio). Peter Deunov es “el autor búlgaro más publicado a este día.”
Entre 1922 y 1944, Peter Deunov desarrolló Paneuritmia, un sistema de ejercicios físicos musicales enfocados en lograr el equilibrio interno y la armonización.
En 1937, Peter Deunov contaba con varias decenas de miles de discípulos. Previendo los acontecimientos políticos y las persecuciones que iban a afectar a su país y a poner en riesgo a la Fraternidad Blanca, escogió a Omraam Mikhaël Aïvanhov para dar a conocer su enseñanza en Francia y en el mundo.

## Legado
Varios miles de conferencias de Deunov fueron grabadas por taquígrafos y están documentadas en forma de estenogramas descifrados (algunos modificados por edición y otros intactos).
Estos contienen la esencia de la enseñanza de Deunov. También hay una serie de canciones y oraciones, entre las cuales The Good Prayer de 1900 se considera la más especial.
- Papa Juan XXIII llamó Peter Deunov "el filósofo más grande que se mantiene a base de la Tierra".[7]